# Tjustvallen
Tjustvallen är en idrottsanläggning med fotbollsplan, tennisbanor och en konstfrusen bandybana som är belägen vid foten av Garpedansberget i Gamleby i Sverige. Tjustvallen är hemmabana för bandylaget Tjust IF BF och fotbollslaget Tjust IF FF, innan Tjust IF bildades tjänade anläggningen som hemmaborg för Gamleby IF. Tjustvallen togs i bruk lagom till Gamleby IF:s 25-årsjubileum 1939, till bandysäsongen 1976/1977 stod en konstfrusen bandybana klar på Tjustvallen.